# 金孝栄
金 孝栄（キム・ヒョヨン、朝鮮語: 김효영/金孝榮、1923年5月2日 - 2006年3月25日）は、大韓民国の政治家。第9・10・12・14代大韓民国国会議員。

## 経歴
1923年5月2日に日本統治時代の朝鮮で江原道の三陟に生まれた。春川公立高等学校（現: 春川高等学校）を卒業した後、ソウル大学校法科大学に進学し、続いて同校大学院法学科に進学した。その後は慶熙大学校やソウル大学校、梨花女子大学校で講師や副教授、教授の職を務めた。1962年に江原道の企画調整官を務め、その後は全羅南道、慶尚南道、忠清北道の副知事を務めたほか、1966年から1971年6月11日まで忠清北道知事と慶尚南道知事を務めた。その後は大韓石炭公社の総裁を務め、1973年2月27日に行われた第9代総選挙に江陵・溟州・三陟地区から民主共和党より立候補して当選し、国会議員となりその後も3回国会議員を務めたほか、大韓石工総裁、大韓スキー協会会長、国民体育振興財団理事、大韓体育会理事などの政界や団体の要職などを務めた。また、著書として『国際連合と人権（原文: 국제연합과 인권）』などを執筆した。
2006年3月25日、持病により83歳で亡くなった。